# Косечин
Косечин (пол. Kosieczyn, нім. Kuschten) — село в Польщі, у гміні Збоншинек Свебодзінського повіту Любуського воєводства.
Населення — 964 особи (2011).
У 1975-1998 роках село належало до Зеленогурського воєводства.

## Демографія
Демографічна структура станом на 31 березня 2011 року:
|          | Загалом | Допрацездатний вік | Працездатний вік | Постпрацездатний вік |
| -------- | ------- | ------------------ | ---------------- | -------------------- |
| Чоловіки | 480     | 96                 | 353              | 31                   |
| Жінки    | 484     | 106                | 301              | 77                   |
| Разом    | 964     | 202                | 654              | 108                  |